# Mont Izla

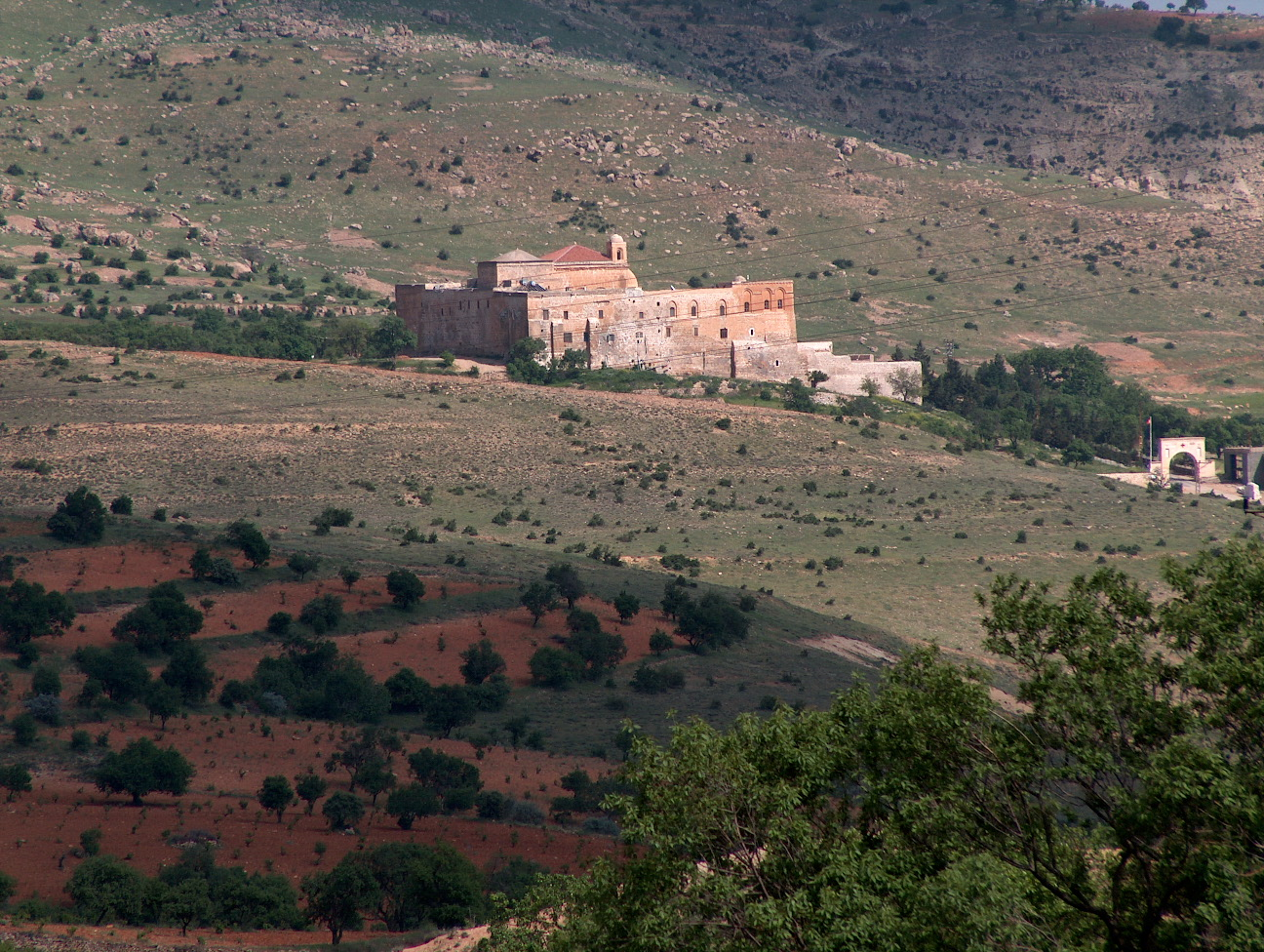
Le monastère de Safran, Mor Hananyo, l'un des nombreux monastères du mont Izla.

Le mont Izla (syriaque : ܛܘܪ ܐܝܙܠܐ Ṭūr Īzlā), appelé aussi aussi montagne de Nisibis ou brièvement au IXe siècle mont Kashyari, est un relief de basse montagne ou une crête près de Nisibis dans ce qui était autrefois la Perse sassanide, mais est maintenant le Sud-Est de la Turquie, le long de la frontière avec la Syrie. La crête est l'emplacement de dizaines d'anciens monastères qui ont été construits au cours des premiers siècles du christianisme. À l'époque moderne, tous les monastères sont en ruines à l'exception de celui de Mor Melke reconsacré dans les années 1930, du monastère de Mor Yakub, fondé à Dibek en 2012-2013, et du monastère de Mor Augin qui a été refondé en 2008 après avoir été abandonné dans les années 1970.
Bien qu'appelée montagne, c'est en fait une crête de 77 kilomètres[réf. nécessaire] allant d'est en ouest, avec un plateau du côté nord (Turquie) et une plaine du côté sud (Syrie). Une extrémité de la crête est Dara, une fortification romaine. De l'autre se trouve Serwan (Sisauranon), l'emplacement du château de Tur Abdin, qui a été construit par Constance II au IVe siècle.
Les premiers monastères, qui auraient été fondés au IVe siècle, sont Mar Awgin, Mar Malke et Mar Samuel. Le suivant était le plus célèbre, Mar Abraham de Kashkar, également connu sous le nom de Grand Monastère, qui a été fondé à la fin du VIe siècle,. Les monastères ultérieurs comprenaient celui de Rabban Sapra, de Mar Yaret, de Mar Khudahwi et de Za'faran (Saffron), Mar Yohannan l'Arabe et Mar Ya'qob. À son apogée, il y avait environ 40 000 moines sur le mont Izla.

## Résidents notables
- Abraham de Kachkar
- Dadisho du Mont Izla
- Babaï le Grand